# Forcipomyia cymodocea
Forcipomyia cymodocea är en tvåvingeart som beskrevs av Nie, Li, Li och Yu 2003. Forcipomyia cymodocea ingår i släktet Forcipomyia och familjen svidknott. Inga underarter finns listade i Catalogue of Life.